# Daniel Kuszewski

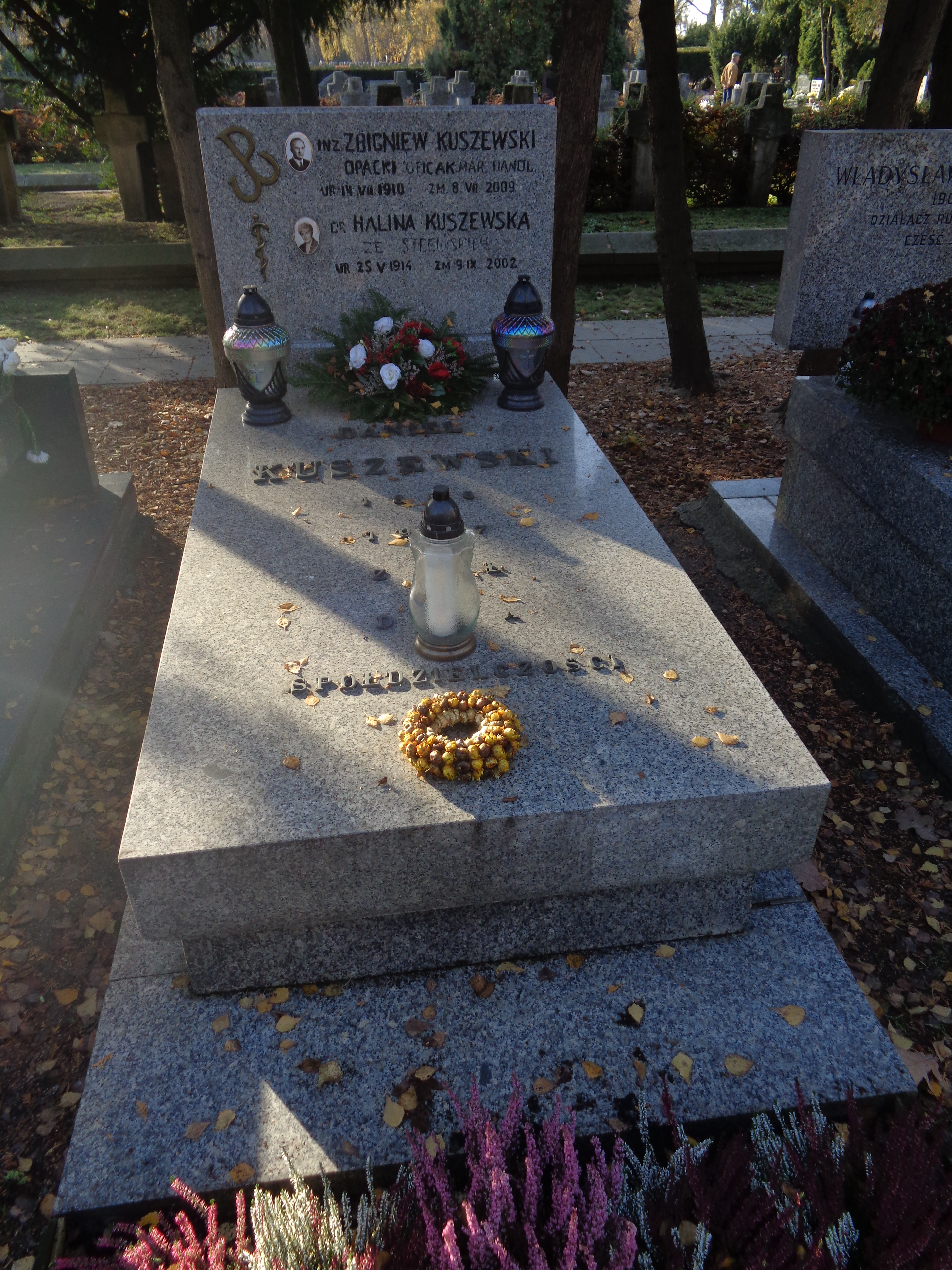
Grób Daniela Kuszewskiego na Cmentarzu Wojskowym na Powązkach

Daniel Kuszewski (ur. 3 stycznia 1886 w Suchedniowie, zm. 21 listopada 1977) – polski działacz spółdzielczości spożywców. Przewodniczący Rady Głównej Związku Rewizyjnego Spółdzielni RP.

## Życiorys
Syn Ignacego. Zaczynał pracę zawodową w 1899 jako pomocnik sekretarza w urzędzie gminy w Opatowie, od 1904 do 1907 był buchalterem w Towarzystwie Pożyczkowo-Oszczędnościowym. dodatkowo od 1904 przez dwa lata był pracownikiem kancelaryjnym u notariusza w Opatowie. Od 1905 działał w Polskiej Partii Socjalistycznej, w latach 1906–1903 należał do Ochotniczej Straży Pożarnej. Od 1906 do 1913 był notariuszem, od 1912 zaangażował się w spółdzielczość spożywców. Od 1913 do 1930 pracował w Warszawskim Związku Stowarzyszeń Spożywczych, a następnie w PSS „Społem” w Warszawie i Kielcach. Pracował jako lustrator, a następnie Kierownik Działu Lustracyjnego. Od 1925 do 1930 był dyrektorem gospodarczym w Krajowej Spółdzielni Spożywczej Kolejarzy, w 1930 należał do grupy organizatorów Banku „Społem”, a następnie był jego dyrektorem oraz Prezesem Zarządu. Członek Krajowej Rady Narodowej. Od lutego 1945 do marca 1947 był podsekretarzem stanu Ministerstwie Skarbu. W 1946 został powołany na stanowisko Prezesa Zarządu Banku Gospodarstwa Spółdzielczego, od 1946 członek Polskiej Partii Robotniczej, następnie Polskiej Zjednoczonej Partii Robotniczej. Od 1954 do przejścia na emeryturę w 1961 pełnił funkcję Prezesa Zarządu Centralnego Związku Spółdzielczego.
Pochowany na Cmentarzu Wojskowym na Powązkach (kwatera B 4-Tuje-19).

## Ordery i odznaczenia
- Order Sztandaru Pracy II klasy (3 lipca 1954)[4]
- Krzyż Oficerski Orderu Odrodzenia Polski (18 stycznia 1946)[5]
- Złoty Krzyż Zasługi (13 czerwca 1936)[6]